# هارب من الأيام (فلم)
هارب من الأيام هو فيلم مصري عرض عام 1965، بطولة فريد شوقي وسميرة أحمد ومحمود المليجي، قصة ثروت أباظة وسيناريو وحوار فايق إسماعيل ومن إخراج حسام الدين مصطفى.
تم تقديم قصة الفيلم من قبل كمسلسل يحمل نفس الاسم عام 1963، بطولة عبد الله غيث وحسين رياض وتوفيق الدقن ومديحة سالم ومن إخراج نور الدمرداش.

## قصة الفيلم
تدور أحداث الفيم حول طبال فقير يدعى كمال (فريد شوقي)، يعامله أهل القرية معاملة سيئة ويسخرون منه دوما، ولكن تعطف عليه درية (سميرة أحمد) ابنة العمدة (صلاح منصور) وتعامله معاملة حسنة، في الوقت الذي تحب فيه درية فخري (صلاح قابيل)، مع تكرار السرقات في كل مكان في القرية بشكل يثير الخوف وعدم قدرتهم على الإمساك بالفاعل، يظهر أن كمال الطبال هو منفذ هذه الجرائم، يتزعم كمال عصابة الدفراوي (محمود المليجي) ويبدأ في سلب ونهب أهل البلد وينتقم منهم بسبب سخريتهم ومعاملتهم السيئة له، يتم القبض على الزهار أحد أفراد العصابة فتخطف العصابة درية، تلوم درية كمال على أفعاله بالبلد، يقاوم كمال أفراد العصابة بعد محاولتهم قتل درية، يقوم بتهريب درية وتقتله العصابة في النهاية ويتم القبض عليهم.

## طاقم التمثيل
- فريد شوقي: (كمال - الطبال)
- سميرة أحمد: (درية)
- محمود المليجي: (الدفراوي - زعيم العصابة)
- صلاح قابيل: (فخري)
- صلاح منصور: (العمدة - والد درية)
- إحسان القلعاوي: (قاتلة كمال الطبال)
- وداد حمدي: (فاطمة - خادمة العمدة)
- حسين عسر: (والد فخري)
- محمد صبيح: (زهار - من عصابة الدفراوي)
- لطفي عبد الحميد: (من عصابة الدفراوي)
- محمد شوقي: (سلامي السكير)
- عمر عفيفي: (مأذون البلد)
- أحمد مرسي: (من أثرياء القرية)
- فايق بهجت: (أبو سريع - شيخ الغفر)
- محمد طه: (مطرب الفرح)
- رجاء يوسف: (راقصة الفرح)
- عبد الحفيظ التطاوي: (من عصابة الدفراوي)
- إبراهيم حشمت: (الطبيب)
- صالح الإسكندراني: (التمرجي)
- محمود عزمي: (المأمور)
- علية عبد المنعم: (زوجة سلامي السكير)
- علي عرابي: (من عصابة الدفراوي)
- عبد الغني النجدي: (صالح الفرارجي)

## فريق العمل
- إخراج: حسام الدين مصطفى
- قصة: ثروت أباظة
- سيناريو وحوار: فايق إسماعيل
- مدير التصوير: وديد سري
- مونتاج: حسين أحمد
- إنتاج: شركة القاهرة للسينما (صبحي فرحات)
- توزيع: دولار فيلم